# Ernesto Córdoba Campos
Ernesto Córdoba Campos est l'une des 26 subdivisions du district de Panamá. Elle est située au nord de la zone métropolitaine et du centre-ville de la ville de Panama. Il est bordé par les corregimientos voisins de Las Cumbres, Alcalde Díaz et Pedregal, ainsi que les corregimientos de Rufina Alfaro et Belisario Frías dans le district de San Miguelito. Le chef-lieu du corregimiento est Villa Zaita.